# تشين توهسيو
كان تشين توهسيو (8 أكتوبر 1879 – 27 مايو 1942) اشتراكيًا ثوريًا صينيًا ومعلمًا وفيلسوفًا وكاتبًا شارك في تأسيس الحزب الشيوعي الصيني إلى جانب لي دازهاو في عام 1921. منذ عام 1921 حتى عام 1927، كان تشين أول شخص يشغل منصب الأمين العام للحزب الشيوعي. كان تشين شخصية قيادية في كل من ثورة شينهاي التي أطاحت بسلالة تشينغ الحاكمة وحركة الرابع من مايو للتطورات الديمقراطية والعلمية في جمهورية الصين (1912 – 1949). بعد طرده من الحزب الشيوعي الصيني، قاد تشين لفترة من الزمن الحركة التروتسكية في الصين.
كان مسقط رأس تشين في أنكينغ، أنهوي، حيث أسس دورية الشباب الجديد (تشين كينغنيان) الناطقة باللغة العامية الصينية. ومن أجل دعم الإطاحة بحكومة تشينغ، كان تشين توهسيو قد انضم إلى تجمع مؤيدي يو في الذي تشكل كفرع عن تجمع الأخوة الكبار السري في أنهوي ومقاطعة هونان.

## حياته

### الحياة في ظل سلالة تشينغ
وُلد تشين توهسيو في مدينة أنكينغ في مقاطعة أنهوي لأسرة ثرية تتألف من موظفين، وكان أصغر أولاد الأسرة الأربعة. في سنين شبابه، وُصفت شخصية تشين بأنها متقلبة وعاطفية وصاحبة حدس ولا تولي أهمية للمسائل الفكرية، وبأنه كان يدافع عن المستضعفين. توفي والده حين كان تشين يبلغ من العمر عامين وتولى جده تربيته، ولاحقًا تولى الأمر شقيقه الأكبر.
تلقى تشين تربية كونفوشية تقليدية على يدي جده وعدة أساتذة خصوصيين وشقيقه الأكبر. كانت المعرفة التامة بالأدب الكونفوشي والأعمال الفلسفية شرطًا لازمًا للخدمة المدنية في الصين الإمبراطورية. كان تشين تلميذًا استثنائيًا، غير أن تجاربه المخيبة في محاولة اجتياز الاختبارات الإمبراطورية خلقت لديه رغبة دامت مدى الحياة في تأييد المعتقدات غير المألوفة وانتقاد الأفكار التقليدية.
تقدم تشين للاختبار الإمبراطوري على مستوى المقاطعة في عام 1896 وتجاوزه، وفي العام التالي نجح في الاختبار على مستوى الإقليم. وفي وقت لاحق كتب مذكرات ساخرة استعاد فيها ذكريات الأجواء القذرة والغش وانعدام الكفاءة الذي لاحظه حين تقدم للاختبار الإمبراطوري. في عام 1898، اجتاز اختبار القبول وأصبح طالبًا في أكاديمية كيوشي (حاليًا جامعة زهيجيانغ) في هانغزهو حيث درس اللغة الفرنسية والإنجليزية والهندسة المعمارية البحرية. انتقل إلى نانجينغ في عام 1902، بعد أن سرت أقاويل أنه ألقى خطابات هاجم فيها حكومة تشينغ، ومن ثم انتقل إلى اليابان في العام نفسه بموجب منحة من الحكومة للدراسة في طوكيو شيمبو جاكو، التي كانت أكاديمية عسكرية تحضيرية. في اليابان تأثر تشين بالاشتراكية وحركة المعارضة الصينية المتعاظمة. أثناء دراسته في اليابان، ساعد تشين في تأسيس حزبين سياسيين راديكاليين، إلا أنه رفض الانضمام إلى تحالف تونغ مانغ هوي الذي اعتبره عنصريًا إلى حد ما. في عام 1908، قبل بمنصب تدريسي في مدرسة الجيش الابتدائية في هانغتشو.

### الحياة في الجمهورية الأولى
منذ أواخر القرن التاسع عشر، تعرضت سلالة تشينغ لسلسلة من الهزائم العسكرية من قبل القوى الأجنبية الكولونيالية، كانت آخرها في الحرب اليابانية الصينية الأولى (1894-1895) وفي الحرب ضد حلف الأمم الثمانية التي غزت الصين ردًا على ثورة الملاكمين لعام 1901. تسبب الفساد الحكومي بشلل اقتصادي وإفقار واسع النطاق. خلال هذه الفترة، بات تشين صاحب أثر كبير ضمن الحركة الثورية ضد كل من الإمبريالية الغربية وتشينغ.
مع تأثره بالفترة التي قضاها في اليابان، أسس تشين رابطة أنهوي الوطنية في عام 1903 وتجمع مناصري يو في في عام 1905. بحلول عام 1905، كان مجتمع يو في يضم طبقة أعيان مناوئة لتشينغ من أمثال سون يوجينغ وبو وينوي. كان تشين كاتبًا جريئًا وقائدًا سياسيًا في وقت اندلاع انتفاضة ووتشانغ لعام 1911، التي كانت انطلاقة ثورة شينهاي وأفضت إلى سقوط سلالة تشينغ. أضيفت أفرع يو في في ووهو وأنكينغ، واندس الأعضاء في أنكينغ داخل جيش تشينغ وقاموا بأعمال تحريض. في عام 1912، أصبح تشين أمينًا عامًا للحاكم العسكري الجديد لأنهوي، في حين أنه شغل أيضًا منصب عميد المدرسة الثانوية المحلية. واستخدم تشين تجمع مناصري يو في لتأسيس منظمة طلابية من مدرسة أنهوي العامة وجنود تشينغ المؤيدين للتمرد وأعضاء التجمع السري. إلا أن تشين فر إلى اليابان من جديد في عام 1913 في أعقاب «الثورة الثانية» قصيرة الأجل ضد يوان شيكاي، غير أنه عاد إلى الصين بعد ذلك بفترة قصيرة. أنشأ تشين أيضًا تجمع وطنيي أنهوي الذي كان مرتبطًا بمدرسة أنهوي العامة. فازت هذه المنظمات باعتراف تشين في أنهوي، وبصلات مع الثوريين البارزين على المستوى الوطني. 
في صيف عام 1915، أسس تشين مجلة الشباب، التي أعيدت تسميتها إلى الشباب الجديد في عام 1916، في شانغهاي. وسرعان ما أصبحت هذه المجلة الأكثر شعبية والأوسع توزيعًا بين صفوف الإنتلجنسيا  في جمهورية الصين. انتقدت المجلة الأخلاق الصينية المحافظة والكونفوشية وأيدت الفردانية ونظامًا أخلاقيًا غربيًا يولي قيمة لحقوق الإنسان والديمقراطية والعلم، التي كان تشين يرى أن الكونفوشية تعارضها. روجت المجلة أيضًا للكتابة باللغة العامية عوضًا عن تقاليد الكتابة الكونفوشية التقليدية.
انضم تشين إلى كلية جامعة بكين في شهر يناير من عام 1917 بصفته عميدًا للجامعة بناءًا على دعوة كاي يوانبي الذي دفع أيضًا تكاليف نقل مجلة تشين إلى بكين. بصفته أستاذًا وعميدًا لكلية بكين، كتب تشين «إن كنا نرغب ببناء دولة جديدة وتنظيم مجتمع جديد بهدف أن نبلغ وجودًا يلائم عصورنا الحديثة، فالمسألة الأساسية ستكون أن نستعير أسس بلد ومجتمع على الطراز الغربي، أي إيمانًا جديدًا بالمساواة وحقوق الإنسان ... وما لم تُقمع [الكونفوشية] لن يسود [الطريق الجديد]، وما لم نضع حدًا ل[مؤيدي الكونفوشية] لن يطبق [الطريق الجديد]». تركز تعريف تشين للحضارة الغربية على المساواة أكثر مما تركز على المنافسة. كتب تشين «إذن، الاشتراكية نظرية ثورة اجتماعية تعقب ثورة سياسية، هدفها القضاء على كافة أشكال اللا مساواة والاضطهاد. بوسعنا أن نسميها حضارة أوروبية 'معاصرة' تعارض ما هو 'حديث' (فقط)». جذبت اهتمام تشين في عام 1919 جماعة دراسية ماركسية في الجامعة، ترأسها لي دازهاو. نشر تشين إصدارًا خاصًا من مجلة الشباب الجديد حول الماركسية وشغل لي منصب المحرر العام للإصدار، قدم الإصدار أكثر تحليل مفصل للماركسية نُشر في الصين في تلك الآونة، وضمنت شعبية المجلة انتشارًا واسعًا لها. انخرط تشين بحركة الرابع من مايو حيث وُصفت أفكاره وأفكار هو شيه بأنها معادية للحكومة وبأنها جوهر «حركة الثقافة الجديدة». في خريف العام 1919، أرغم خصوم محافظون في الجامعة تشين على الاستقالة. في تلك الفترة سُجن تشين لثلاثة أشهر من قبل سلطات بكين بسبب نشر أدب «تحريضي» طالب باستقالة الوزراء المؤيدين لليابان وبضمانات من قبل الحكومة لحرية التعبير والتجمع. بعد إطلاق سراحه، انتقل تشين إلى الامتياز الفرنسي في شنغهاي وتزايد اهتمامه بالماركسية وبدعم تغير اجتماعي سريع، وتابع هناك اهتماماته العلمية والفكرية بعيدًا عن اضطهاد الحكومة. بعد قراءته للإنجيل في السجن، قيل إنه مسيحي لا طائفي أو بروتستانتي ليبرالي قبل أن يضيق ذرعًا بالمسيحية. في عام 1921، عاش تشين أيضًا في مدرسة كنسية بروتستانتية وعمل فيها. 
صنفت صحيفة شين باو الأكاديميين إلى فئات. وصورت تشين وهو كضحايا لقمع الحكومة، وصورت خصومهم كحلفاء لزعماء الحرب.

### المسيرة السياسية ضمن الحزب الشيوعي الصيني

#### تأسيس الحزب الشيوعي الصيني
في عام 1921، أسس تشين ولي وثوريون آخرون بارزون (من بينهم ماو تسي تونغ) الحزب الشيوعي الصيني. وكان من الواضح عمومًا أن هذه المجموعة قد درست النظريات الماركسية بجدية التي ألهمتها الثورة الروسية لعام 1917. انتُخب تشين (غيابيًا) كأول أمين عام في المؤتمر الأول للحزب في شنغهاي. وبقي القائد الذي لا جدال حوله للحزب حتى عام 1927، وغالبًا ما أشير إليه بأنه «لينين الصين» خلال تلك الفترة.
طور تشين، بمساعدة لي، علاقة تعاون، باتت إشكالية في وقت لاحق، بالأممية الشيوعية (الكومنترن). على امتداد العقد التالي، سعى الكومنترن إلى استخدام الحزب الشيوعي الصيني كأداة للسياسة الخارجية السوفييتية، الأمر الذي أفضى إلى خلافات حول السياسة بين قادة الحزب الشيوعي الصيني ومستشاري الكومنترن.
بحلول عام 1922، لم يكن الحزب يضم سوى نحو 200 عضو، دون احتساب الأعضاء خارج البلاد.

#### محاولات لاحقة لنشر الشيوعية
بعد فترة قصيرة على تأسيس الحزب الشيوعي الصيني، في عام 1921، قبل تشين دعوة من تشين جيونغمينغ لشغل منصب في المجلس التعليمي في غوانغزهو في أعقاب حادث 16 يونيو، إلا أن هذه المنصب ألغي مع استعادة الكومينتانغ لغوانغزهو.